# 法鼓
法鼓是一种譬喻，扣鼓诫兵进众，以譬佛之说法为诫众进善者，例如：
- 法华经序品曰：‘吹大法螺，击大法鼓。’
- 无量寿经上曰：‘扣法鼓，吹法蠃。’
- 大集经五十六曰：‘法幢当摧折，法鼓声亦绝。’
- 大经慧远疏曰：‘严鼓诫兵，说教诫人。’
- 同嘉祥疏曰：‘扣鼓诫兵，合佛说法以集众，欲进趣于善。’
- 法鼓山1977年，聖嚴法師創立為名之佛教團體。

另外法鼓也是禅林之器。法堂设二鼓，其东北角之鼓，谓之法鼓，西北角之鼓，谓之茶鼓。见象器笺十八。
請神用到